# ジャシン・バルダゲー
ジャシン・バルダゲー・サンタロー（カタルーニャ語: Jacint Verdaguer i Santaló, カタルーニャ語発音: [ʒəˈsim bərðəˈɣe], 1845年5月17日 – 1902年6月10日）は、スペイン・バルセロナ県出身の詩人・聖職者。カタルーニャ語文学最高の詩人とされており、19世紀中頃のカタルーニャ地方で興ったロマン主義的なラナシェンサ運動に関わった。カタルーニャ民族主義の牽引者だったジュゼップ・トラス・イ・バジェス司祭はバルダゲーを「カタルーニャ詩人の王子」と呼んだ。

## 経歴

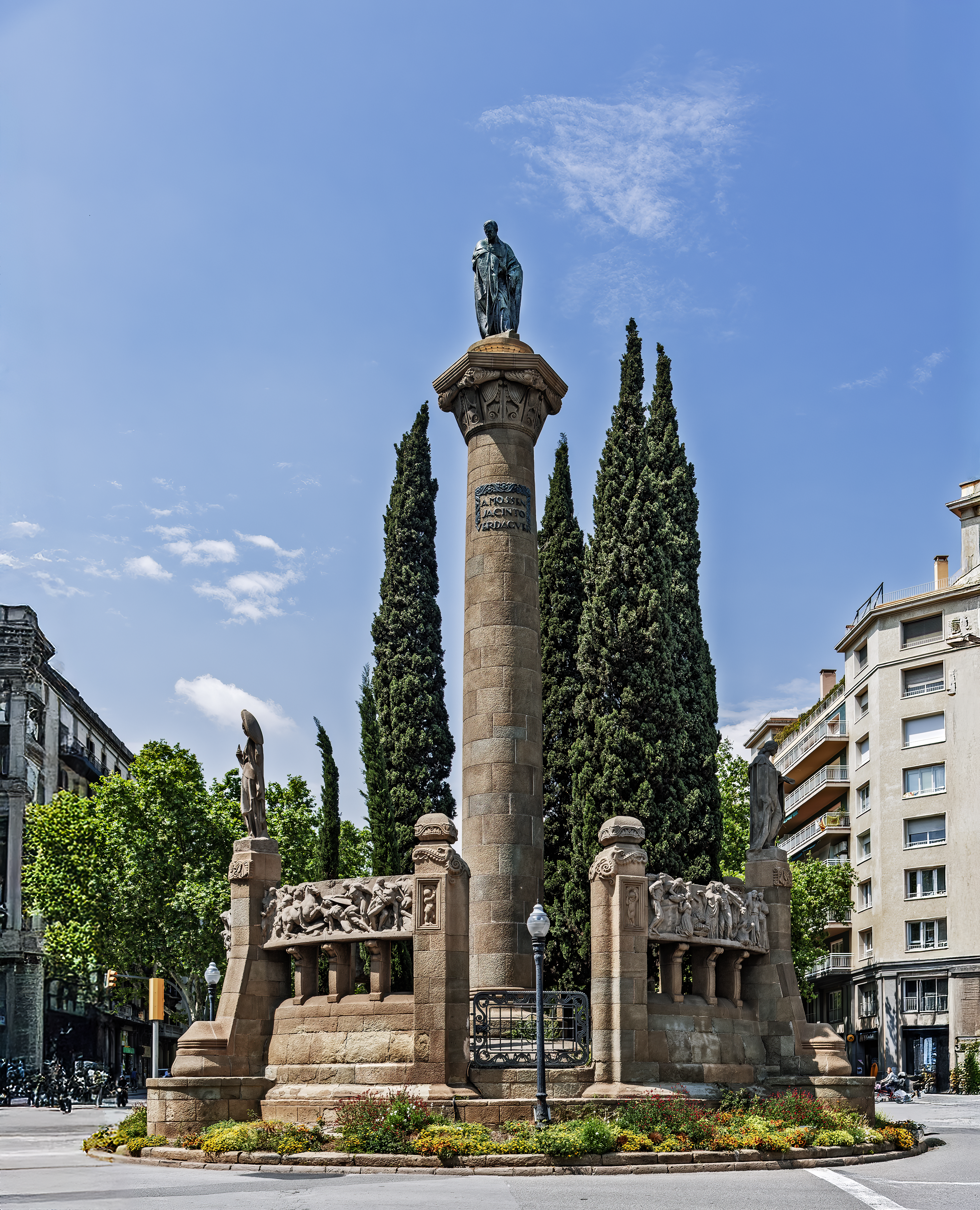
バルセロナのバルダゲー広場にある銅像

1845年5月17日、カタルーニャ地方内陸部のビック平原にあるバルセロナ県フルガローラスに生まれた。父親はバルセロナ県タベルヌラス出身のジュゼップ・バルダゲー・イ・オルデシュ(1817-1876)、母親はフルガローラス出身のジュゼーパ・サンタロー・イ・プラナス(1819-1871)である。夫妻は8人の子を儲け、ジャシンは3番目の子だったが、8人中3人しか成人していない。幼少期はフルガローラスの他の子ども同様に過ごしていたが、11歳だった1856年にビックにある神学校に入学した。同年齢の子どもと比べると、知性・賢明さ・勇気などが傑出していたという逸話が知られている。バルダゲーははっきりとした宗教的偏向を見せることなく、分別のある思いやりを示した。
18歳だった1863年、カン・トゥナで家庭教師として働きはじめ、農場の手伝いも行っていた一方で、勉学も続けていた。カン・トゥナはサン・マルティ・ダ・リウダパレスの一地区であり、今日ではビック近郊のカルダタネスという自治体の一部である。1865年にはバルセロナで「花の宴」という詩歌競技会に参加して第4位となり、翌年には「花の宴」で第2位となっている。「花の宴」は14世紀末からカタルーニャ地方で開催されていた詩歌競技会の名称であり、カタルーニャ文化の衰退とともに途絶えていたが、19世紀半ばのラナシェンサ運動の過程で1850年代末に復活していた。
1870年9月24日、ビックのリュイス・ジョルダ司教によって司祭に叙階された。同年10月にはサン・ジョルディ修道院で初めてのミサを行い、翌日にはビック近くのサン・フランセスク修道院で叙階後2度目のミサを行った。1871年1月17日には母親が52歳で死去した。9月1日にはバルセロナ県のラス・マジーアス・ダ・ブルトラガーを構成するビニョラス・ドリスの司教助手に任命され、3日後に就任した。
1873年、『私たちの主イエス・キリストの受難』を刊行した。健康上の理由でビニョラスを離れてビックに向かった。また、フランスのルシヨン地方を旅行し、スペインとフランスの国境に近いカニゴーを目にしたが、カタルーニャ地方を象徴するこの山を目にしたのはこの時が初めてだった可能性がある。健康のためには海の空気を吸うのがよいと勧められたため、12月には司祭として大西洋横断会社に加わり、イベリア半島南端部のカディス港から乗船してキューバのハバナに向かった。
1876年9月8日、父親が65歳で亡くなった。キューバから帰国する航海の途中、バルダゲーはシウダ・コンダル号の上で民族叙事詩『アトランティダ』を完成させた。11月には慈善司祭としてクミーリャス侯爵の宮殿を訪れた。32歳だった1877年、「花の宴」の審査員はバルダゲーが著した『アトランティダ』に対してバルセロナ代表団特別賞を授けた。バルダゲーは既に詩人としての名声を得ていた。1878年にはイタリア・ローマに旅行し、ローマ教皇レオ13世に謁見する栄誉を得ると、二人はバルダゲーの『アトランティダ』について語り合った。1880年には「花の宴」で第3位となり、同競技会において3度入選した者に与えられるマストレ・アン・ガイ・サベル(Mestre en Gai Saber)という名誉称号を得た。同年には詩集『ムンサラート』を刊行した。
1883年には『ウダ・ア・バルサローナ』を刊行し、バルセロナ市議会はこの詩集を10万部も印刷した。39歳の時にはフランスのパリ、スイス、ドイツ、ロシアを旅行した。41歳だった1886年3月21日にはビックにも近いジローナ県のリポイ修道院で、ムルガデス司教によって「カタルーニャの詩人」として戴冠した。叙事詩『カニゴー』を刊行し、聖地カニゴーに巡礼した。
司祭としての仕事の様子については論争もあり、1893年にクミーリャス侯爵の宮殿での慈善司祭としての地位を退いた。『幼子イエス』3部作がすべて刊行されると、バルダゲーはラ・グレバ聖堂の司祭に任命された。結局復職させられてはいるものの、この時期には司祭としての仕事を奪われている。1894年には書籍『Roser de tot l'any』と『Veus del bon pastor』が刊行された。3月31日にはラ・グレバ聖堂を離れた。
57回目の誕生日である1902年5月17日、バルセロナのアラゴー通り235番地から、バルセロナでありながら山に近いバルビドレラにある、ビルラ・ジョアナ(Vil·la Joana)として知られる邸宅に引っ越し、そこで静養することを望んだ。6月10日、バルダゲーはビルラ・ジョアナで死去した。バルダゲーはバルセロナのムンジュイック墓地の「南西」区画に埋葬された。バルセロナ市歴史博物館(MUHBA)は市内10か所以上の史跡に分散しているが、今日のビルラ・ジョアナはその一つとして使用されている。

## 作品

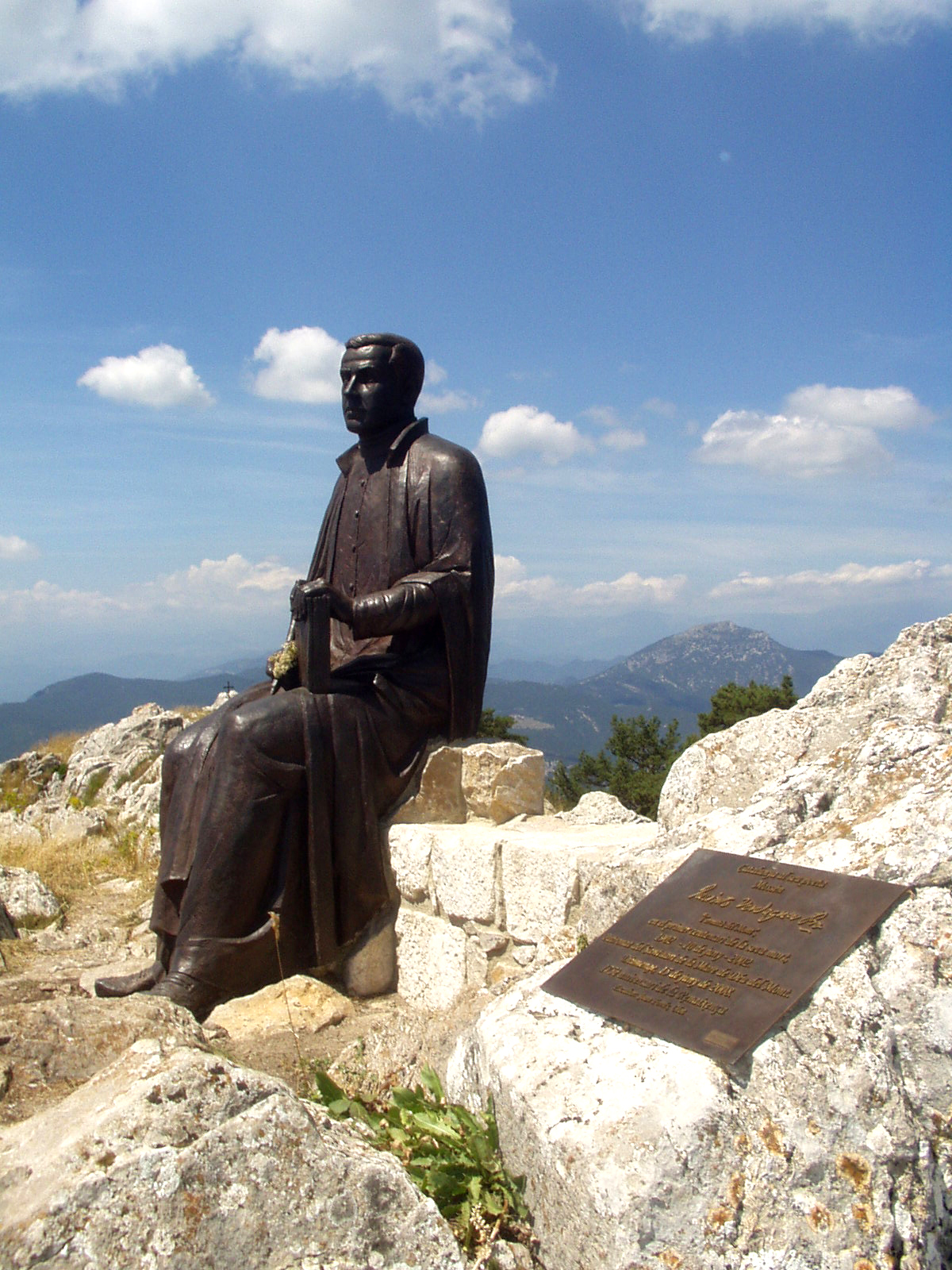
マレ・ダ・デウ・ダル・モントの山頂にある銅像

- 『アトランティダ』L'Atlàntida (1876)
- 『イディリス・イ・カンツ・ミスティクス』Idil·lis i cants místics (1879)
- 『ムンサラート』Montserrat (1880, 1899)
- 『ウダ・ア・バルサローナ』A Barcelona (1883)
- 『カリタット』Caritat (Charity, 1885)
- 『カニゴー』Canigó (1886)
- 『サン・フランセスク』Sant Francesc (1895)
- 『フロルス・ダル・カルバリ』Flors del Calvari (1896)

主にマヌエル・デ・ファリャが作曲し、ファリャの死後にエルネスト・アルフテルが完成させた声楽曲『アトランティダ』は、バルダゲーの『アトランティダ』に基づいている。ファリャはこの大規模なオーケストラ作品が自身の作品の中でもっとも重要なものであると考えていた。バルダゲーによる短い詩はカタルーニャ語の歌に用いられることも多く、「移民」(L'Emigrant)などがある。
ロナルド・プッポの翻訳とラモン・ピニョル・イ・トレンツの解説によって、2007年にはシカゴ大学出版会から英語による選詩集『Selected Poems of Jacint Verdaguer: A Bilingual Edition』（バルダゲー選詩集）が刊行された。